# Джеррі Лукас
Джеррі Лукас (англ. Jerry Lucas, 30 березня 1940) — американський баскетболіст.
Олімпійський чемпіон 1960 року.